# 尊厳党 (エジプト)
尊厳党（そんげんとう、アラビア語: حزب الكرامة、英語: Dignity Party）またはカラーマ党は、エジプトのナーセル主義(アラブ民族主義やアラブ社会主義を含む思想。ナーセルも参照)の左派政党。1996年にハムディーン・サッバーヒーによって設立され、ムバーラク政権下で再三、政党委員会に認可を申請したが却下され続け、エジプト革命後の2011年8月に政党認可を受けた。現党首は、ムハンマド・サーミー。
2011年から2012年にかけて行われた人民議会選挙では、ムスリム同胞団が創設した自由と公正党を中心とする「民主連合」に加わって戦い、6議席を獲得した。その後、創設者サッバーヒーは大統領選挙にも立候補し、第一回投票で3位に入るなど善戦した。